# 史致蕃
史致蕃（1796年—19世纪？），字德滋，号椒圃，清朝政治人物。

## 生平
生于顺天宛平，祖籍浙江山阴。史致蕃是道光元年辛巳科举人、三年癸未科进士。曾任刑部陕西司主事、云南盐法道、福建福州府知府、福建福宁府知府，云南布政使、巡抚等职。

## 家族
父亲史善哉曾任云骑尉，官至甘肃宁夏镇总兵；妻子王氏是雍正二年甲辰科榜眼王安國之曾孙女、乾隆四十年乙未科进士王念孫之孙女、嘉庆四年己未科探花王引之之女。